# Macapta lurida
Macapta lurida är en fjärilsart som beskrevs av William Schaus 1894. Macapta lurida ingår i släktet Macapta och familjen nattflyn. Inga underarter finns listade i Catalogue of Life.